# Asesino en serio
Asesino en serio es una película hispanomexicana de 2002 dirigida por Antonio Urrutia. Está protagonizada por Jesús Ochoa.

## Producción
Con la voluntad de aliarse y normalizar un mercado compartido, la productora mexicana Tequila Gang, creada por Guillermo del Toro y Bertha Navarro, y la española Amiguetes Entertainment, de Santiago Segura, se han unido a Altavista Films, productora de films como Amores perros o Sin dejar huella, para unir fuerzas entre países hispanoamericanos para coproducir películas con vistas a tratar de articular un mercado. En esa alianza tiene mucho que ver la amistad entre Guillermo del Toro y Santiago Segura: Guillermo le dijo que había una película para él, y lo que le diga él lo hace. Después leyó la novela y le gustó, y surgió la posibilidad de que colaborase como productor. Para Segura era una buena fórmula comercial: la coproducción permite hacer películas un poco más caras y como cada país tiene sus estrellas locales, con la suma de estas podían llegar a más gente.

### Música
Esta película presenta una participación en una banda sonora del cantante, guitarrista y compositor español Pau Donés de Jarabe de Palo, la cantante, compositora, multinstrumentista y activista Julieta Venegas junto con el colaborativo musical El Sonidero Nacional, mexicanos estos dos últimos. El compositor argentino-mexicano Federico Bonasso grabó cinco canciones para la película y solo más junto con La Subversión.

### Banda sonora
La banda sonora, editada y publicada comercialmente por el sello independiente de música Suave Records en 2002. Con la producción de Altavista Films, Tequila Gang y Amiguetes Entertainment. Distribuida por Universal Music México y Videocine, bajo el auspicio de Omnilife y Nu Vision.

Música Original de la Película: Asesino en Serio es la banda sonora oficial de la película de 2002 'Asesino en Serio'. El tema principal de la banda sonora fue un éxito y generando gran notoriedad la versión a «El Listón de tu Pelo», de los artistas Pau Donés, Julieta Venegas y El Sonidero Nacional, compuesto originalmente para Los Ángeles Azules, por Jorge Mejía Avante.

Todas las canciones escritas y compuestas por Varios artistas y Federico Bonasso. 
| N.º | Título                              | Intérprete                                        | Duración |  |
| 1.  | «Asesino Fantástico»                | Los Chicharrons                                   | 4:00     |  |
| 2.  | «El Listón de tu Pelo»              | Pau Donés, Julieta Venegas y El Sonidero Nacional | 3:32     |  |
| 3.  | «Amado Mío»                         | Pink Martini                                      | 4:45     |  |
| 4.  | «El Sindicato de los Morenos»       | Orgullo Mexicano                                  | 3:00     |  |
| 5.  | «¿Dónde Estas, Yolanda?»            | Pink Martini                                      | 3:21     |  |
| 6.  | «Cuéntame»                          | Joselo                                            | 4:14     |  |
| 7.  | «A tu Recuerdo»                     | Los Ángeles Negros                                | 3:22     |  |
| 8.  | «Cumbia Sobre el Río... (Suena...)» | Celso Piña, Control Machete y Blanquito Man       | 5:55     |  |
| 9.  | «Quién Será»                        | Pedro Vargas con La Orq. de Rafael de Paz         | 2:27     |  |
| 10. | «La Chancla»                        | Betsy Pecanins                                    | 3:59     |  |
| 11. | «Con Sólo Tocarte»                  | Maldita Vecindad y los Hijos del Quinto Patio     | 4:55     |  |
| 12. | «El Padre se Confiesa»              | Federico Bonasso                                  | 1:07     |  |
| 13. | «La Formulita»                      | Federico Bonasso                                  | 0:50     |  |
| 14. | «Martínez Grub»                     | Federico Bonasso y La Subversión                  | 2:00     |  |
| 15. | «Territorio Ajeno»                  | Federico Bonasso                                  | 2:04     |  |
| 16. | «Milonga Gitana»                    | Federico Bonasso                                  | 2:17     |  |
| 17. | «Tap de Vivanco»                    | Federico Bonasso                                  | 1:10     |  |
| 18. | «Kamasutra»                         | Federico Bonasso                                  | 5:16     |  |

## Sinopsis
Un nuevo asesino está actuando con un modus operandi muy particular. Algunas jóvenes prostitutas aparecen muertas en México, D. F., con una extraña sonrisa en la cara, y el dictamen del forense es muy claro: la causa de la muerte es el mega orgasmo. De la investigación se encarga el comandante Martínez, un excelente y meticuloso profesional que deberá aprenderlo todo sobre los secretos antropológicos del orgasmo y combinarlos con la más avanzada medicina forense y su propia sexualidad. Martínez, que está enamorado de una joven, guapísima y peligrosa prostituta, recibirá la ayuda del misterioso padre Gorkisolo. Una ardua tarea de investigación en la que el comandante se tiene que enfrentar a varias pistas falsas y conflictos burocráticos dará paso a un vuelco en su vida profesional y privada. Porque ahora lo que importa es la búsqueda del placer.

## Críticas
Mirito Torreiro, del diario El País, dijo: "Suave, inteligente comedia negra mexicana".